# Talwandi Bhai
Talwandi Bhai è una città dell'India di 14.570 abitanti, situata nel distretto di Ferozepur, nello stato federato del Punjab. In base al numero di abitanti la città rientra nella classe IV (da 10.000 a 19.999 persone).

## Geografia fisica
La città è situata a 30° 51' 0 N e 74° 55' 60 E e ha un'altitudine di 199 m s.l.m..

## Società

### Evoluzione demografica
Al censimento del 2001 la popolazione di Talwandi Bhai assommava a 14.570 persone, delle quali 7.697 maschi e 6.873 femmine. I bambini di età inferiore o uguale ai sei anni assommavano a 2.004, dei quali 1.113 maschi e 891 femmine. Infine, coloro che erano in grado di saper almeno leggere e scrivere erano 9.122, dei quali 5.108 maschi e 4.014 femmine.